# 値嘉島
値嘉島（ちかのしま、値嘉嶋、値賀嶋とも表記）は、かつて日本の地方行政区分だった令制国の一つである。西海道に所属し、領域は現在の平戸島と彼杵郡所属であった江島・平島を除く五島列島、及びその附属島嶼にあたる。貞観18年（876年）に肥前国から分立されたが、10世紀初頭までに廃止された。
壱岐島・対馬島・多禰島と同じように、国と同格の地方行政区分である島の字を用いた。

## 沿革
「日本三代実録」によると、大宰権帥在原行平の建言により貞観18年（876年）3月9日に肥前国松浦郡の庇羅郷（ひらごう）と値嘉郷（ちかごう）の2郷が郷長の権力が弱まっていることや、外交上重要な島であることからそれぞれ庇羅郷を上近郡（かみつちかのこおり）、値嘉郷を下近郡（しもつちかのこおり）として昇格させ肥前国から分立させ島司を置くことを建議し、許可された。
領域は上近郡（庇羅郷）が現在の旧田平町を除く平戸市全域、下近郡（値嘉郷）が小値賀町・新上五島町・五島市と現在佐世保市である旧宇久町の全域である。島府と上近郡郡衙の所在地は平戸と推測されているが、一宮や下近郡郡衙の所在地等は不明。
その後半世紀足らずの10世紀始めに編纂された「延喜式」には値嘉島の記載はなく、それまでに値嘉島は2郡共に廃され肥前国松浦郡に復したものとみられる。